# Wilhelm Heß (Zoologe)

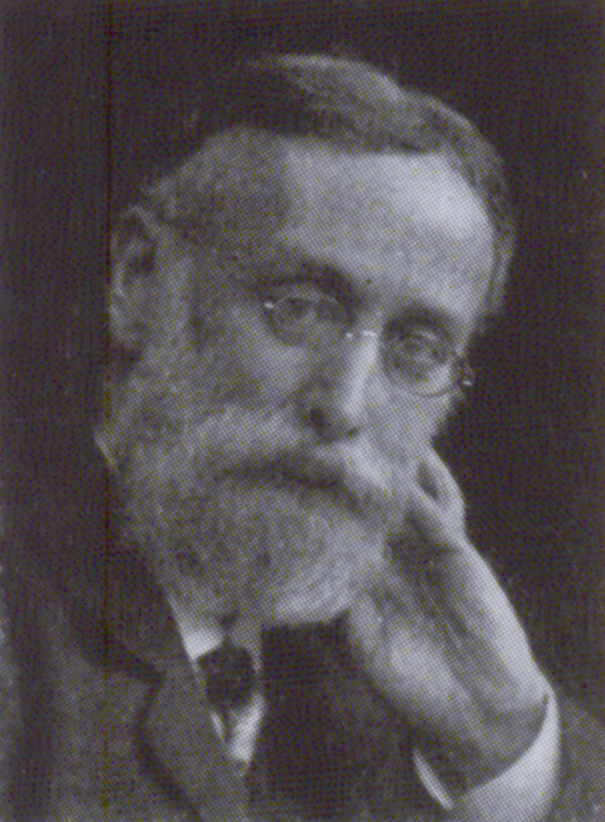
Wilhelm Hess

Carl Friedrich Wilhelm Heß (auch Hess * 3. November 1841 in Verden; † 6. Juni 1918 in Hannover) war ein deutscher Botaniker und Zoologe. 

## Leben
Wilhelm Heß war ein Sohn des Obersteuerinspektors Friedrich Heß (* 1791) und dessen Ehefrau Julie, geborene Weßberge (1802–1888). Der Wasserbauingenieur August Heß (1827–1894) war sein Bruder.
Wilhelm Heß studierte an der Georg-August-Universität Göttingen und wurde bei Wilhelm Moritz Keferstein in Göttingen 1864 mit seiner Dissertation Beiträge zur Kenntnis der Dekapoden-Krebse Ost-Australiens zum Dr. phil. promoviert. Heß wirkte zunächst als Lehrer in Hannover und Northeim, bevor er 1874 eine Stelle als Lehrer für Zoologie und Botanik an der Königlichen Polytechnischen Schule zu Hannover annahm. 1878 wurde ihm der Professorentitel verliehen. Von 1882 bis 1890 hielt er Vorlesungen über Botanik und Zoologie an der Tierarzneischule und war daneben noch nebenamtlich von 1874 bis 1908 wissenschaftlicher Hilfslehrer an der Realschule.
Wilhelm Heß war Mitarbeiter der Allgemeinen Deutschen Biographie (ADB), für die er zahlreiche Biografien verfasste.
Carl Friedrich Wilhelm Hess wurde am 26. September 1892 zum Mitglied (Matrikel-Nr. 2963) der Leopoldina gewählt.

## Schriften (Auswahl)
- Beiträge zur Kenntnis der Dekapoden-Krebse Ost-Australiens. Dissertation. Göttingen 1864
- Beiträge zur Kenntnis der Dekapoden-Krebse Ost-Australiens. In: Archiv für Naturgeschichte, 31, 1865, S. 127–173 (Digitalisat)
- Die Entwickelung der Pflanzenkunde in ihren Hauptzügen. Vandenhoeck,  Göttingen 1872 (Digitalisat)
- Bilder aus dem Leben schädlicher und nützlicher Insekten. Die Hymenopteren. Carl Wilfferodt, Leipzig 1874
- Bilder aus dem Aquarium. 1. Band: Die wirbellosen Thiere des Meeres. Carl Rümpler, Hannover 1878 Digitalisat
- Bilder aus dem Aquarium. 2. Band: Die wirbellosen Thiere des Süßwassers. Carl Rümpler, Hannover 1878
- Das Süsswasseraquarium und seine Bewohner. Ein Leitfaden für die Anlage und Pflege von Süsswasseraquarien. Ferdinand Enke, Stuttgart 1886

### Artikel in der Allgemeinen Deutschen Biographie
- Wikisource: Link auf alle ADB-Artikel von Wilhelm Heß.